# The Expelled
The Expelled est un groupe de punk rock formé initialement en juillet 1981 à Leeds, en Angleterre et dissous en mai 1984. Le line-up original était composé de Jo Ball (chant), Tim Ramsden (guitare), Craig 'Macca' McEvoy (basse) et Rick Fox (batterie).

## Histoire
Après avoir joué aux alentours de Leeds, le groupe a signé un contrat d'enregistrement avec Riot City Records après que Rick Fox ait donné une démo au batteur de Vice Squad (l'une des principales influences du groupe). Ils ont ensuite en 1982 sorti un EP trois pistes et un single, puis ont fait une session John Peel sur BBC Radio 1 en décembre 1982.
Ball est parti en 1983 et le groupe a essayé plusieurs chanteuses, en tournée avec une (Jewlie) et en enregistrant deux chansons avec une autre (Penny, une petite amie du guitariste de Vice Squad Dave Bateman), avant de décider de continuer en trois pièces avec McEvoy prenant sur le chant.
Le nouveau line-up a enregistré quatre titres pour un EP non sorti, Waiting for Tomorrow, avant que Riot City Records ne rencontre des problèmes financiers et que le groupe se sépare en mai 1984.
McEvoy a ensuite joué de la basse pour The Underdogs, Fox a joué de la batterie pour Cross Connection et Tim Ramsden a raccroché sa guitare.
À la suite de la sortie d'un album de compilation en 1999 sur le label Captain Oi! , Fox a reconstitué le groupe et le line-up original a répété, mais n'a jamais joué, avant de se séparer.
Toujours déterminé à reformer le groupe, Fox a demandé à Becky Laurance, le chanteur d'un autre groupe qu'il avait rejoint à cette époque, The Tricycle Thieves, de faire la tête de The Expelled et a de nouveau contacté McEvoy qui a amené avec lui Dougie, le guitariste principal de son autre groupe, The Cœurs empoisonnés. La nouvelle formation tourne pendant plusieurs années.
Fox joue maintenant de la batterie dans The Measles. Sous son pseudonyme « The Colonel », il dirige également le groupe de reprises punk Kerpunk.

## Discographie

### Singles
- No Life, No Future (1982) Riot City Records
- Government Policy (1982) Riot City Records
- Waiting for Tomorrow (non publié)

### Album de compilation
- Punk Rock Collection  (1999) [Capitaine Oi!]